# Хотынец (село)
Хотынец — село в Хотынецком районе Орловской области России. Входит в состав Аболмасовского сельского поселения.

## География
Село находится у северной окраины посёлка городского типа Хотынец, административного центра района, на расстоянии 52 км к северо-западу от города Орёл, административного центра области.

### Часовой пояс
Село Хотынец, как и вся Орловская область, находится в часовой зоне МСК (московское время). Смещение применяемого времени относительно UTC составляет +3:00.

## Население
| 2002 | 2010 |
| ---- | ---- |
| 187  | ↘176 |

### Национальный состав
Согласно результатам переписи 2002 года, в национальной структуре населения русские составляли 88 % из 187 чел.